# Brookesia bonsi
Brookesia bonsi là một loài thằn lằn trong họ Chamaeleonidae. Loài này được Ramanantsoa mô tả khoa học đầu tiên năm 1980.